# Terpsiphone incei
El monarca colilargo chino (Terpsiphone incei) es una especie de ave paseriforme de la familia Monarchidae propia de Asia Oriental. Anteriormente se consideraba una subespecie del monarca colilargo asiático, hasta que en 2015 se escindió como especie separada.

## Distribución
Cría en el centro y este de China, el extremo suroriental de Rusia y el norte de Corea. Migra al sur para pasar el invierno en el sur de China, Indochina, la península malaya y Sumatra.